# Чемпионат Беларуси по футболу среди женщин 1996
Чемпионат Белоруссии по футболу среди женщин 1996 (5-й чемпионат Республики Беларусь по футболу среди женских команд) — чемпионат по футболу среди белорусских женских команд 2003 года в Высшей лиге. Турнир проходил в два этапа. Сначала все команды сыграли по два матча друг с другом, затем четыре сильнейшие команды сыграли друг с другом. В турнире начали участие семь команд, «Университет-95» снялся по ходу сезона. Защищал титул клуб Жемчужина (Брест). Победителем чемпионата досрочно стал Белкар (Бобруйск).

## Клубы-участники
| Клуб               | Город    | Стадион        |
| ------------------ | -------- | -------------- |
| Белкар             | Бобруйск |                |
| Виктория-86        | Брест    | Локомотив      |
| Жемчужина          | Брест    | ДСК            |
| Надежда-Спартак    | Могилёв  | Гороно         |
| Славянка           | Бобруйск | ПКФ «Славянка» |
| Университет-95     | Витебск  |                |
| Электроника-Элинта | Минск    | «Орбита»       |

### Тренеры
- Белкар — Николай Касаткин[4].
- Виктория-86 — Георгий Дарбуашвили[5][6].
- Жемчужина — Николай Горбач[5].
- Надежда-Спартак — Александр Ласточкин.

## Турнирная таблица
Турнирная таблица после матчей, сыгранных в первом этапе:
| М | Команда            | И  | В | Н | П | Мячи    | ±   | О  |
| - | ------------------ | -- | - | - | - | ------- | --- | -- |
| 1 | Белкар             | 9  | 9 | 0 | 0 | 65 − 2  | +63 | 27 |
| 2 | Надежда-Спартак    | 10 | 7 | 1 | 2 | 40 − 7  | +33 | 22 |
| 3 | Жемчужина          | 11 | 6 | 2 | 3 | 31 − 11 | +20 | 20 |
| 4 | Электроника-Элинта | 10 | 3 | 2 | 5 | 14 − 25 | −11 | 11 |
| 5 | Славянка           | 9  | 2 | 1 | 6 | 7 − 39  | −32 | 7  |
| 6 | Университет-95     | 5  | 0 | 1 | 4 | 0 − 19  | −19 | 1  |
| 7 | Виктория-86        | 7  | 0 | 1 | 6 | 1 − 51  | −50 | 1  |

И — игры, В — выигрыши, Н — ничьи, П — проигрыши, Мячи — забитые и пропущенные голы, ± — разница голов, О — очки

Итоговая таблица
| М | Команда            | И  | В  | Н | П  | Мячи    | ±   | О  |
| - | ------------------ | -- | -- | - | -- | ------- | --- | -- |
| 1 | Белкар             | 18 | 17 | 1 | 0  | 80 − 4  | +76 | 52 |
| 2 | Надежда-Спартак    | 18 | 12 | 2 | 4  | 49 − 12 | +37 | 38 |
| 3 | Жемчужина          | 18 | 9  | 2 | 7  | 32 − 18 | +14 | 29 |
| 4 | Электроника-Элинта | 18 | 5  | 2 | 11 | 14 − 36 | −22 | 17 |

И — игры, В — выигрыши, Н — ничьи, П — проигрыши, Мячи — забитые и пропущенные голы, ± — разница голов, О — очки

## Календарь

### Первый этап
| 1 мая 1996 | Жемчужина  | 1:1   | Виктория-86      | Кобрин                                                                                           |
| | Нерс (49') | [ 5 ] | Степанович (88') | Зрителей: 300 Судья: В. Школьников (Брест) Помощники судьи: Ю. Рымчонок, Л. Онищук (оба - Брест) |
| Жемчужина: Сенюта, Карпович, Корнеева, Храповицкая, Карпова, Ульяницкая, Бармута, Татаринова, Нерс, Перлина, Адамчук Виктория-86: Кравчук, Биза, Соболева, Волосевич (Кичкайло, 46'), Степанович, Обуночная, Карпинчик (Н. Григович, 53'), Л. Григович, Сачик, Тамкович (Якушик, 70'), Киселевич (Игнатьева, 75') |            |       |                  |                                                                                                  |

| 5 мая 1996 | Жемчужина | 0:3   | Белкар                                              | Брест                      |
| |           | [ 9 ] | - Кузнецова (20') - Белькевич (49') - Рыжевич (60') | Стадион: ДСК Зрителей: 200 |
| Жемчужина: Сенюта, Карпович, Корнеева, Храповицкая, Карпова, Ульяницкая, Бармута, Татаринова, Нерс, Перлина, Адамчук Белкар: Точилкина, Крылова, Рыжова, Белявская, Лученок, Баковец (Муравейникова, 50'), Рыжевич, Козлова, Белькевич (Храмович, 60'), Кузнецова (Ковалева, 75'), О. Новикова |           |       |                                                     |                            |

| 5 мая 1996 | Славянка      | 1:0   | Университет-95 | Бобруйск |
| | Головкина (2) | [ 9 ] |                | Стадион: ПКФ "Славянка" Зрителей: 100 Судья: А. Новицкий (Витебск) Помощники судьи: Ю. Ларченков, В. Сасев (оба - Бобруйск) |
| Славянка: Анарбаева, Чистобаева, Дзикович, Войнар, Талабаева, Головкина, З. Малиновская, Анюкова, Герасимович (Шпак, 78'), Асташова, Туровская (Бузунова, 80') Университет-95: Гавриленко, Навроцкая, Томашова, Филиппович, Антропова, Седлюк, Максимова (Данильченко, 46'), Яблокова, Станкевич, Сергиенко (Найденова, 70'), Сторожева |               |       |                | |

| 5 мая 1996 | Виктория-86 | 0:4   | Надежда-Спартак                                      | Кобрин                                                                                              |
| |             | [ 9 ] | - Волкова (34') - Сойкина (37', 70') - Козеева (43') | Зрителей: 300 Судья: В. Маньковский (Брест) Помощники судьи: В. Соболев, Ю. Бекламеев (оба - Брест) |
| Виктория-86: Кравчук (Пронько, 70'), Биза, Соболева, Е. Степанович, Кичкайло (Тамкович, 66'), Якушик (Игнатьева, 50'), Обуночная, Карпинчик, Н. Григович, Сачик (Киселевич, 80'), Л. Григович (И. Степанович, 77') Надежда-Спартак: С. Новикова, Борисова (Целобаева, 66'), Шевцова, Волкова, Горевая, Сойкина, Минкина, Столярова (Евсеева, 46'), Петрачкова, Ващелина, Козеева |             |       |                                                      | |

| 8 мая 1996 | Славянка | 0:15   | Белкар | Бобруйск                             |
| |          | [ 10 ] | - Белькевич (2', 5', 40', 50', 58', 80', 87') - Рыжевич (26', 63', 76') - Баковец (30') - О. Новикова (35', 85') - Муравейникова (82') | Стадион: ПКФ "Славянка" Зрителей: 50 |
| Славянка: Анарбаева, Анюкова, Талабаева, Головкина, Дзикович, Шпак, Железова, Малиновская, Герасимович, Туровская, Асташова Белкар: Точилкина, Лученок, Рыжова, Крылова, Белявская, О. Новикова, Рыжевич, Баковец, Муравейникова, Белькевич |          |        | |                                      |

| 14 мая 1996 | Жемчужина    | 1:1   | Надежда-Спартак | Брест |
| | Адамчук (45) | [ 4 ] | Столярова (61)  | Стадион: Локомотив Зрителей: 100 Судья: Б. Маньковский (Брест) Помощники судьи: В. Бабич, Б. Куприянов (оба - Брест) |
| Жемчужина: Сенюта, Шолохова (Ничипорук, 65'), Перлина, Храповицкая, Корнеева, Карпова, Бармута, Татаринова, Нерс (Ульяницкая, 2'), Карпович, Адамчук Надежда-Спартак: С. Новикова, Евсеева, Сойкина, Волкова, Горевая, Столярова (Цалабаева, 86'), Минкина, Шевцова, Петрачкова, Ващенина, Козеева |              |       |                 | |

| 14 мая 1996 | Электроника-Элинта            | 3:1   | Славянка        | Минск |
| | - Лис (3', 78') - Кизина (38) | [ 4 ] | Головкина (88') | Стадион: Орбита Зрителей: 150 Судья: Ю. Ларченков (Бобруйск) Помощники судьи: А. Малаховский, Н. Пугачев (оба - Минск) |
| Электроника-Элинта: Милейко, Науменко, Булыгина, Коладко, Чешико, Слыш, Хорошкевич, Куницкая, Лис, Кизина, Якель Славянка: Анарбаева, Анюкова (Бузунова, 86'), Войнар (Шпак, 75'), Коледа, Чистобаева, Головкина, Герасимович, Малиновская, Талабаева, Дзикович (Туровская, 70'), Асташова |                               |       |                 | |

| 14 мая 1996 | Виктория-86 | 0:7   | Белкар                                                                          | Брест |
| |             | [ 4 ] | - Козлова (25', 43', 55") - Кузнецова (35') - Рыжевич (60', 63') - Рыжова (67') | Стадион: Локомотив Зрителей: 200 Судья: В. Павловский (Бобруйск) Помощники судьи: В. Куприянов, Ю. Немчонок (оба - Брест) |
| Виктория-86: Пронько (Пархач, 46'), Сачик (Волосевич, 69'), Соболева, Биза, Карпинчик (Гарилюк, 58'), Кичкайло (Киселевич, 55'), Л. Григович (Меркулова, 56'), Степанович, Обуночная, Якушик, Н. Григович Белкар: Гапанович, Белявская, Лученок, Крылова, Рыжова, О. Новикова, Рыжевич, Козлова, Муравейникова, Белькевич (Ковалева, 46'), Кузнецова (Храмович, 46') |             |       |                                                                                 | |

| 25 мая 1996 | Белкар | 2:0   | Надежда-Спартак | Бобруйск |
|             |        | [ 4 ] |                 |          |

| 25 мая 1996 | Электроника-Элинта | 0:0   | Университет-95 | Минск |
|             |                    | [ 4 ] |                |       |

| 11 июня 1996 | Электроника-Элинта | 0:4    | Надежда-Спартак                          | Минск                         |
| |                    | [ 10 ] | - Козеева (4', 10', 25') - Сойкина (47') | Стадион: Орбита Зрителей: 100 |
| Электроника-Элинта: Милейко, Куницкая (Кондрашина, 87'), Колядка, Науменко, Булыгина (Красикова, 43'), Хорошкевич, Слыш, Якель, Шишко, Лис, Кизина Надежда-Спартак: С. Новикова, Приходько, Рожкова, Волкова, Горевая, Сойкина, Минкина, Шевцова, Петрачкова, Стрикалова, Козеева |                    |        |                                          |                               |

| 7 июля 1996 | Университет-95 | 0:7    | Белкар                                                                                 | Витебск                                                                                                  |
| |                | [ 11 ] | - Белькевич (15', 40', 53', 65') - О. Новикова (20') - Кузнецова (58') - Рыжевич (81') | Зрителей: 50 Судья: В. Павловский (Бобруйск) Помощники судьи: А. Старовойтов, А. Голубев (оба - Витебск) |
| Университет-95: Гавриленко, Навроцкая, Найденова, Томашова, Яблокова, Сторожева, Антропова, Филиппович, Седлюк, Кузнецова, Данильченко Белкар: Гапанович (Точилкина, 46'), Рыжова, Белявская, Лученок, Козлова, Рыжевич, О. Новикова, Муравейникова (Ковалева, 46'), Кузнецова, Крылова, Белькевич |                |        |                                                                                        | |

|  | Электроника-Элинта | 1:5 | Белкар | Минск |

|  | Надежда-Спартак | 6:0 | Университет-95 | Могилёв |

|  | Надежда-Спартак | 7:0 | Славянка | Могилёв |

|  | Электроника-Элинта | 7:0 | Виктория-86 | Минск |

|  | Университет-95 | 0:5 | Жемчужина | Витебск |

| 14 июля 1996 | Славянка                                                 | 3:0    | Виктория-86 | Бобруйск                                                                                    |
| | - Томашова (32') - Герасимович (70') - Малиновская (80') | [ 12 ] |             | Стадион: Славянка Зрителей: 100 Судья: Ю. Ларченков Помощники судьи: В. Саеев, Д. Симонович |
| Славянка: Анарбаева, Анюкова (Малиновская, 46'), Головкина, Талабаева, Дзикович, Коледа, Герасимович (Туровская, 80'), Войнар, Шпак, Томашова, Асташова (Бузунова, 60") Виктория-86: Биза, Швайко, Соболева, Якушик, Карпинчик (Меркулова, 46'), Тамкович, Волосевич, Кичкайло, Григович, Обунович, Игнатьева |                                                          |        |             |                                                                                             |

| | Электроника-Элинта | 0:3    | Жемчужина                            | Минск |
| |                    | [ 13 ] | - Шолохова (5', 60') - Адамчук (25') | Стадион: Орбита Зрителей: 100 Судья: А. Кравцов (Минск) Помощники судьи: Н. Пугачев, В. Шепетовский (оба - Минск) |
| Электроника-Элинта: Милейко, Якель, Колядка (Кондрашина, 81'), Науменко, Булыгина, Хорошкевич, Слыш, Красикова (Макаревич, 65'), Шишко, Лис, Куницкая Жемчужина: Сенюта (Кравчук, 70"), Шолохова (Биза, 70'), Карпович, Храповицкая, Корнеева (Петрань, 81"), Карпова, Бармута (Ничипорук, 81"), Соболева, Нерс, Сысоева, Адамчук |                    |        |                                      | |

| | Славянка                           | 2:2    | Электроника-Элинта                | Бобруйск |
| | - Коледа (14') - Малиновская (55') | [ 13 ] | - Красикова (35') - Колядка (69") | Стадион: ПКФ "Славянка" Судья: Ю. Ларченков (Бобруйск) Помощники судьи: В. Павловский, Д. Симонович (оба - Бобруйск) |
| Славянка: Анарбаева, Анюкова, Храмович, Талабаева, Головкина, Дзикович, Шпак, Малиновская, Герасимович (Желиховская, 80'), Коледа, Туровская Электроника-Элинта: Милейко, Шишко, Колядка, Науменко, Булыгина, Хорошкевич, Слыш, Красикова, Якель, Лис, Куницкая |                                    |        |                                   | |

| | Надежда-Спартак | 1:2    | Белкар                                | Могилёв                                                                                                  |
| | Горевая (65')   | [ 13 ] | - Муравейникова (16') - Рыжевич (57') | Стадион: Гороно Судья: В. Павловский (Бобруйск) Помощники судьи: В. Вашитьков, Б. Зискин (оба - Могилёв) |
| Надежда-Спартак: С. Новикова, Приходько, Мороз, Волкова, Горевая, Цалабаева, Минкина, Шевцова, Петрачкова, Сойкина, Козеева Белкар: Гапанович, Ковалева (Асташова, 60'), Рыжова, Белявская, Крылова (Баковец, 46'), Козлова, Кузнецова, Муравейникова, Лученок, Белькевич, Рыжевич |                 |        |                                       | |

|  | Славянка | 0:7 | Надежда-Спартак | Бобруйск |

|  | Жемчужина | 11:0 | Виктория-86 | Брест |

|  | Надежда-Спартак | 7:1 | Электроника-Элинта | Могилёв |

|  | Славянка | 0:3 | Жемчужина | Бобруйск |

|  | Белкар | 21:0 | Виктория-86 | Бобруйск |

|  | Электроника-Элинта | 0:3 | Жемчужина | Минск |

|  | Надежда-Спартак | 3:1 | Жемчужина | Могилёв |

|  | Белкар                                              | 3:0 | Жемчужина | Бобруйск |
|  | - Белькевич (4') - Кузнецова (60') - Асташова (73') |     |           |          |

### Второй этап
|  | Белкар                                                                              | 5:0   | Жемчужина | Бобруйск |
|  | - О. Новикова (3') - Рыжова (15') - Баковец (56') - Рыжевич (67') - Кузнецова (85') | [ 1 ] |           |          |

|  | Надежда-Спартак                                                     | 5:0 | Электроника-Элинта | Могилёв |
|  | - Козеева (5') - Шевцова (15') - Горевая (25', 70') - Волкова (37') |     |                    |         |

|  | Белкар                                                                      | 5:2 | Надежда-Спартак                 | Бобруйск |
|  | - Рыжевич (8') - Белькевич (18') - Кузнецова (43', 50') - О. Новикова (76') |     | - Козеева (54') - Горевая (66') |          |

|  | Электроника-Элинта | 0:5 | Белкар                                                                        | Минск |
|  |                    |     | - Белькевич (14', 35,) - Кузнецова (21') - Асташова (47') - О. Новикова (75') |       |

|  | Электроника-Элинта | 0:1 | Жемчужина | Минск |

|  | Надежда-Спартак | 2:0 | Жемчужина                       | Могилёв |
|  |                 |     | - Козеева (23') - Горевая (67') |         |